# Everhard Jabach
Everhard Jabach, né le 10 juillet 1618 à Cologne (Électorat de Cologne, Saint-Empire) et mort le 9 mars 1695 à Paris (Royaume de France), est un banquier d'origine allemande naturalisé français, directeur de la Compagnie des Indes orientales et célèbre collectionneur de dessins, peintures, marbres, bronzes et estampes.

## Biographie
Everhard Jabach est né d'un père qui a fait fructifier la fortune familiale et a fondé une banque à Anvers. Everhard s’installe en France en 1638 et il est naturalisé français en 1647. Hyacinthe Rigaud a fait son portrait en 1688. 

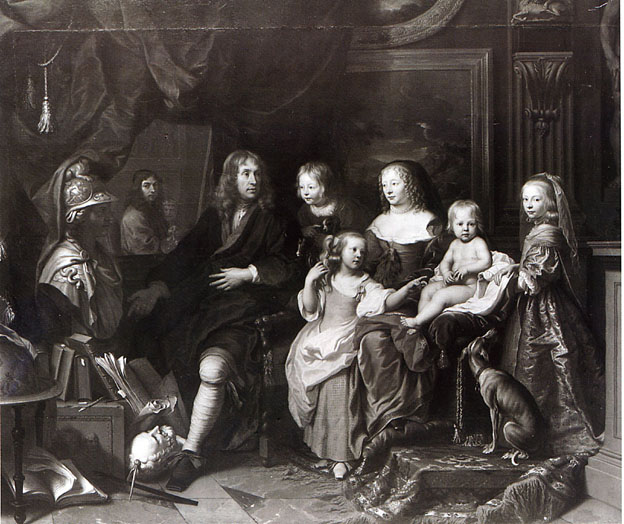
La famille Jabach par Charles Le Brun. Autrefois au Kaiser Friedrich Museum de Berlin, détruit dans un incendie lors de la Seconde Guerre mondiale.

En 1648, il épouse à Cologne Anna Maria de Groote, fille d'un sénateur de la ville, dont il aura quatre enfants ; dans les deux tableaux reproduits ci-contre, Charles Le Brun a peint vers 1660 la famille dans une salle aux murs ornés de tableaux et de sculptures, où Jabach, assis devant un portefeuille de dessins, un buste à ses pieds, désigne un grand buste d'homme casqué.
C’est, selon l’expression de Francis Haskell, « un opulent banquier », associé dans une compagnie de commerce basée à Amsterdam, figurant parmi les directeurs de la Compagnie des Indes, gérant la manufacture de Corbeil, et qui, en 1671, évalue ses biens à deux millions de livres.
Everhard Jabach  est connu aujourd’hui avant tout comme un grand collectionneur qui aima surtout Raphael, les frères Carrache, Rubens, Bril, Durer, Le Brun et Poussin.
Parmi les très importants tableaux qu'il put réunir, figurent des chefs-d'œuvre : le portrait d’un sculpteur de Bronzino, Le Repos de la Sainte Famille pendant la fuite en Égypte d’Orazio Gentileschi, La Mort de la Vierge du Caravage, L’Allégorie des Vices et L’Allégorie des Vertus du Corrège (provenant du studiolo d‘Isabelle d‘Este à Mantoue), La Mise au tombeau, L’Homme au gant et l’Allégorie d’Alphonse d’Avalos du Titien, provenant aussi bien d’Italie (la collection Ludovisi), des Flandres (collection de lord Arundel (1585-1646), dont la collection comptait près de 700 tableaux) ou de la dispersion des biens de Rubens, d'Allemagne, que d’Angleterre (lors des ventes publiques à Londres des collections de Charles Ier d’Angleterre, en 1650-1653).

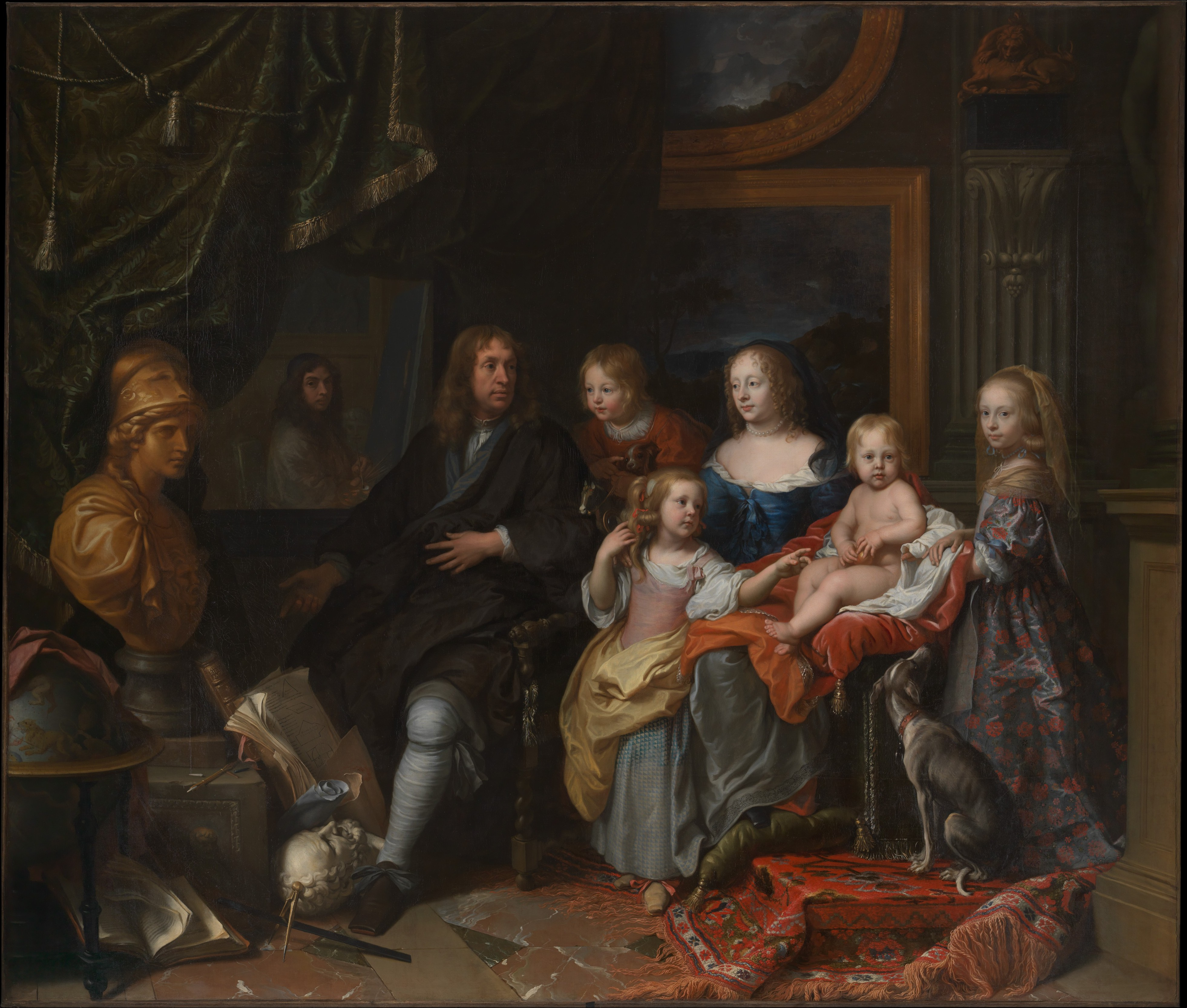
Charles Le Brun : Everhard Jabach et sa famille, 1ère version du tableau, ancienne propriété de Henry Hope, conservé au Metropolitan Museum of Art.

C’est aussi, comme beaucoup de connaisseurs de son temps, un grand collectionneur de dessins, dont certains issus du célèbre portefeuille de Vasari, le Libro de' Disegni.
À deux reprises, en 1661-1662, puis en 1671, il cède, contre argent, une grande partie de sa collection à Louis XIV ; les 5 000 dessins de la seconde vente, entrant alors dans les collections royales, constituèrent ensuite le fonds de l'actuel Cabinet des dessins du Louvre.

« En vendant au Roi ses tableaux et ses dessins, il  s'était réservé une partie des dessins, et ce n'étoient certainement pas les moins beaux. »

— Pierre-Jean Mariette, 1741
Il laissa à sa mort une autre collection de 4 000 dessins répartis en 26 portefeuilles, dont l'inventaire dressé après décès a été publié par le département des Arts graphiques du musée du Louvre en 2002.
Pour faire connaître les dessins des grands maîtres qui se trouvaient dans son cabinet avant leur vente au Cabinet du Roi, il a fait réaliser des estampes gravées par les graveurs Charles Massé, Jacques Rousseau, les frères Michel-Ange et Jean-Baptiste Corneille, à partir de 1654 qui ont été réunies dans un recueil après sa mort : Recueil de 283 estampes gravées à l'eau forte par les plus habiles peintres du tems, d'apres les desseins des grands maitres, que possedoit autrefois M. Jabach et qui depuis on passé au cabinet du roy, publié à Paris par Joullain en 1754,.
Il a été le dédicataire du Recueil des Grotesques de Raphaël d'Urbin peintes dans les Loges du Vatican à Rome gravé par François de La Guertière, en 1660.
Il collectionna également des objets d'art.
Son hôtel particulier se situait rue Neuve-Saint-Merri et a aujourd'hui disparu : Voltaire le fréquentait en son temps car s'y donnait des représentations théâtrales, et, en 1803, il devint le siège du Comptoir commercial surnommé « Caisse Jabach ».

## Iconographie
- Son portrait par Hyacinthe Rigaud
- Son portrait par Charles Le Brun
- Son portrait par Antoine Van Dyck[8].

### Sources bibliographiques
- Antoine Schnapper, Curieux du Grand Siècle, Flammarion, 1994
- C. Monbeig-Goguel, « Taste and Trade: The Retouched Drawings in the Everhard Jabach Collection at the Louvre », The Burlington Magazine, 1988
- Collections de Louis XIV, Paris, Orangerie des Tuileries, 7 octobre 1977 – 9 janvier 1978, p. 10-20 du catalogue qui reproduit un portrait de Jabach dessiné par Le Brun, et son paraphe
- L'honneur de la curiosité - de Dürer à Poussin, dessins de la seconde collection Jabach, musée du Louvre, février – avril 2002, catalogue
- Philippe Dagen, « De Dürer à Poussin, de merveilleux dessins », Le Monde, 2 février 2002, article non signé ; « Curieux et passionné », Le Monde, 22 février 2002
- Olivia Savatier Sjöholm, « La collection nordique d’Everhard Jabach et sa réception au Grand Siècle », dans Un Allemand à la cour de Louis XIV - De Dürer à Van Dyck, la collection nordique de Jabach, Paris, Louvre éditions/Le Passage, 2013, 208 p. (ISBN 978-2-84742-274-0, lire en ligne) (Catalogue de l'exposition présentée au musée du Louvre du 20 juin au 16 septembre 2013)